# Airbus Beluga

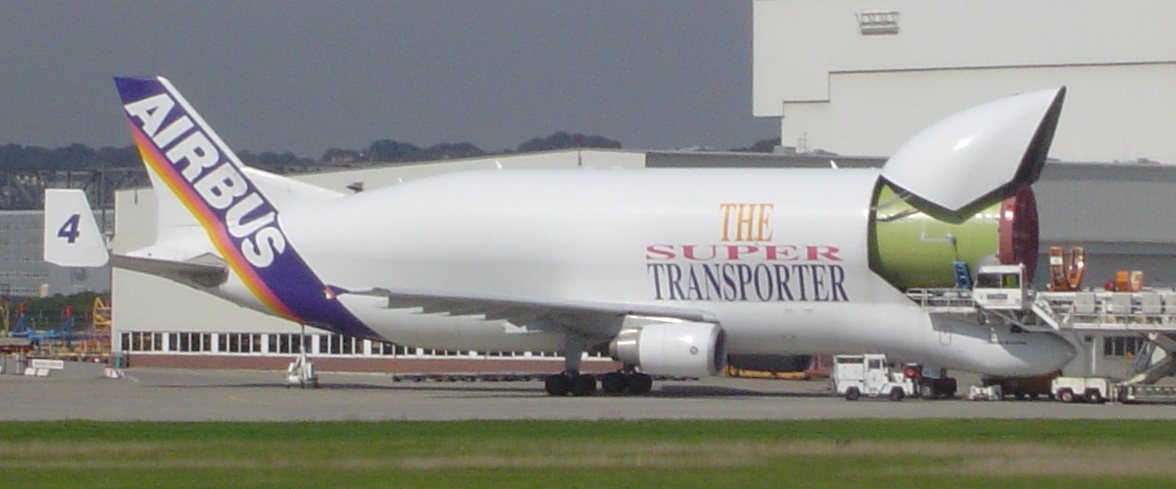
Аеробус 300-600ST, завантаження

Airbus 300-600ST Beluga (Airbus 300-600ST) — транспортний літак, застосовується для перевезення вантажів великого розміру. Виробник — компанія Airbus.

## Розробка
У зв'язку з децентралізованими виробничими центрами консорціуму Airbus, йому знадобився потужний транспортний літак, який би уможливив, наприклад, транспортування частин кабіни Airbus A310 з Гамбурга в Тулузу. На початку діяльності фірми було досить використання транспортного літака Super Guppy, але у зв'язку з тим, що частини ставали дедалі більшими, був розроблений транспортний літак на базі серії Airbus A300, Airbus A300-600ST, більше відомий під ім'ям Beluga. Ім'я Beluga походить від форми корпусу літака, який нагадує кита білуху (beluga в англ. та деяких інших мовах; не плутати з білугою).
Завдяки дуже великому транспортному відсіку з робочим об'ємом близько 1400 м³ Beluga може транспортувати вантажі з загальною вагою до 47 т. Транспортний відсік має 37,7 м в довжину і 5,43 м завширшки. Діаметр фюзеляжу становить 7,40 м. З такими розмірами Beluga бере на борт пару крил Airbus A330 в зборі або більшість частин корпусу Airbus A319.
При повному завантаженні (47 тонн) дальність польоту сягає близько 1700 км на швидкості до 750 км/год (M 0,7). При половинному завантаженні (26т) збільшується дальність польоту до 4600 км.
Всього було випущено 5 екземплярів Airbus A300-600ST, які працюють практично тільки на саму компанію Airbus. Для спеціальних транспортних операцій можливо орендувати машину безпосередньо у дочірнього підприємства Airbus Transport International, чим вже неодноразово користувалися німецькі військові (бундесвер).
Airbus проводить дослідницькі роботи з розробки наступної транспортної моделі на базі A340. Так само, як і для Beluga, в коло завдань літака буде входити транспортування компонентів A380 (крила, фюзеляж). Нині ці частини транспортуються з великими труднощами кораблями і важкими тягачами до Тулузи для остаточного монтажу.

## Beluga XL
Див. Airbus Beluga XL

## Технічні дані
- Розмах крила[2]: 44,84 м
- Довжина: 56,16 м
- Висота: 17,24 м

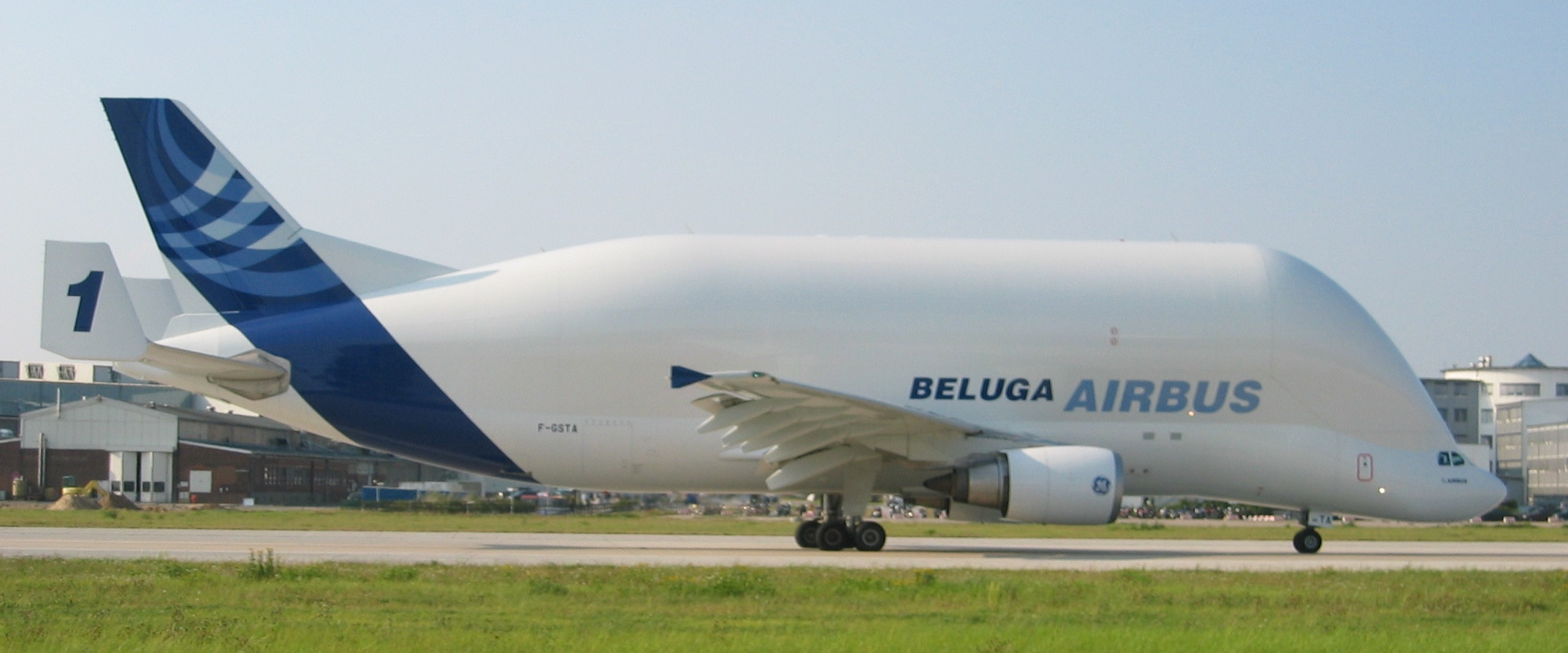
Аеробус 300-600ST

- Площа несної поверхні: 260,00 м²

- Вага: 86 500 кг
- Максимальна вага зльоту: 155 000 кг
- Максимальна вага приземлення: 140 000 кг
- Максимальна вантажність: 47 300 кг
- Об'єм салону: 1400 м³

- Максимальна швидкість: 780 км/год
- Крейсерська швидкість: 750 км/год

- Злітний шлях: 1950 м
- Посадочний шлях: 1176 м
- Дальність польоту: 1700 км

## Галерея

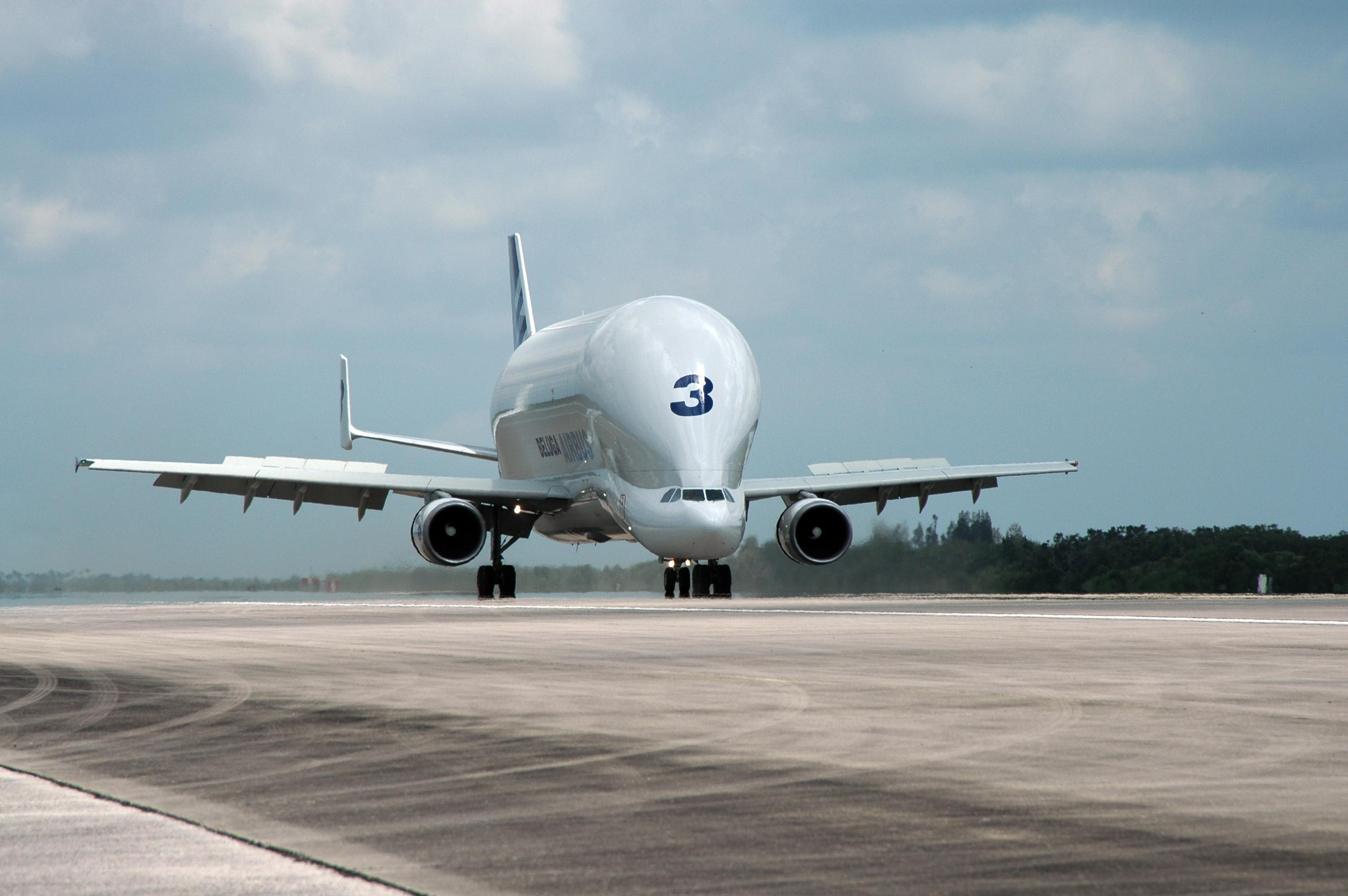
Airbus Beluga на ЗПС
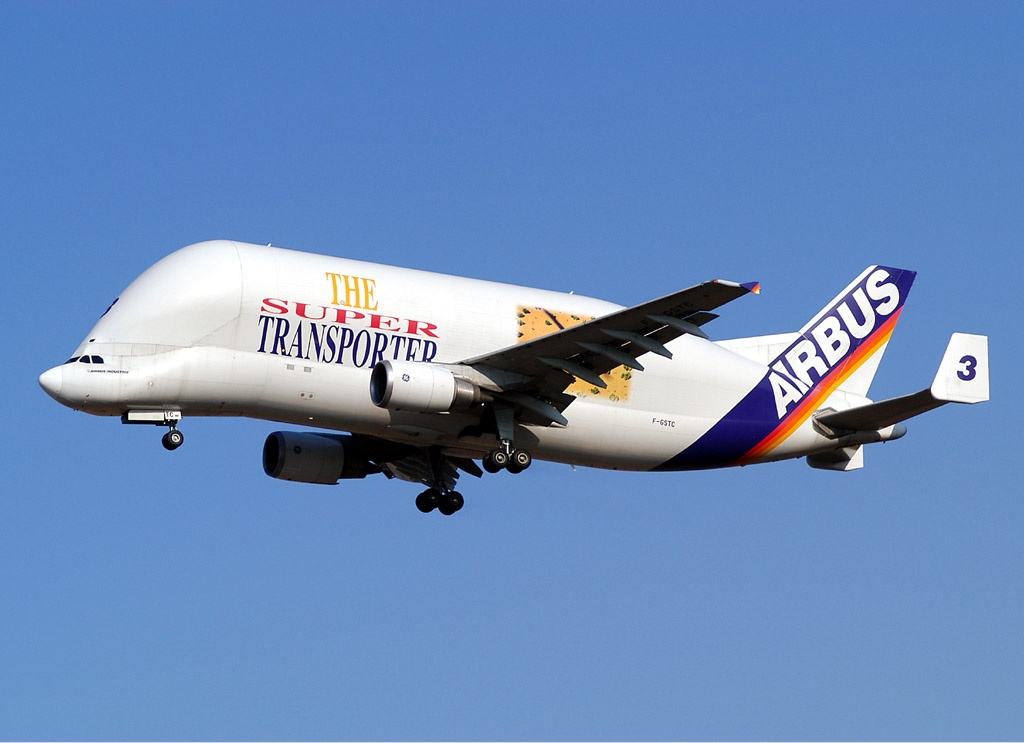
Airbus Beluga (A300-600ST) в польоті
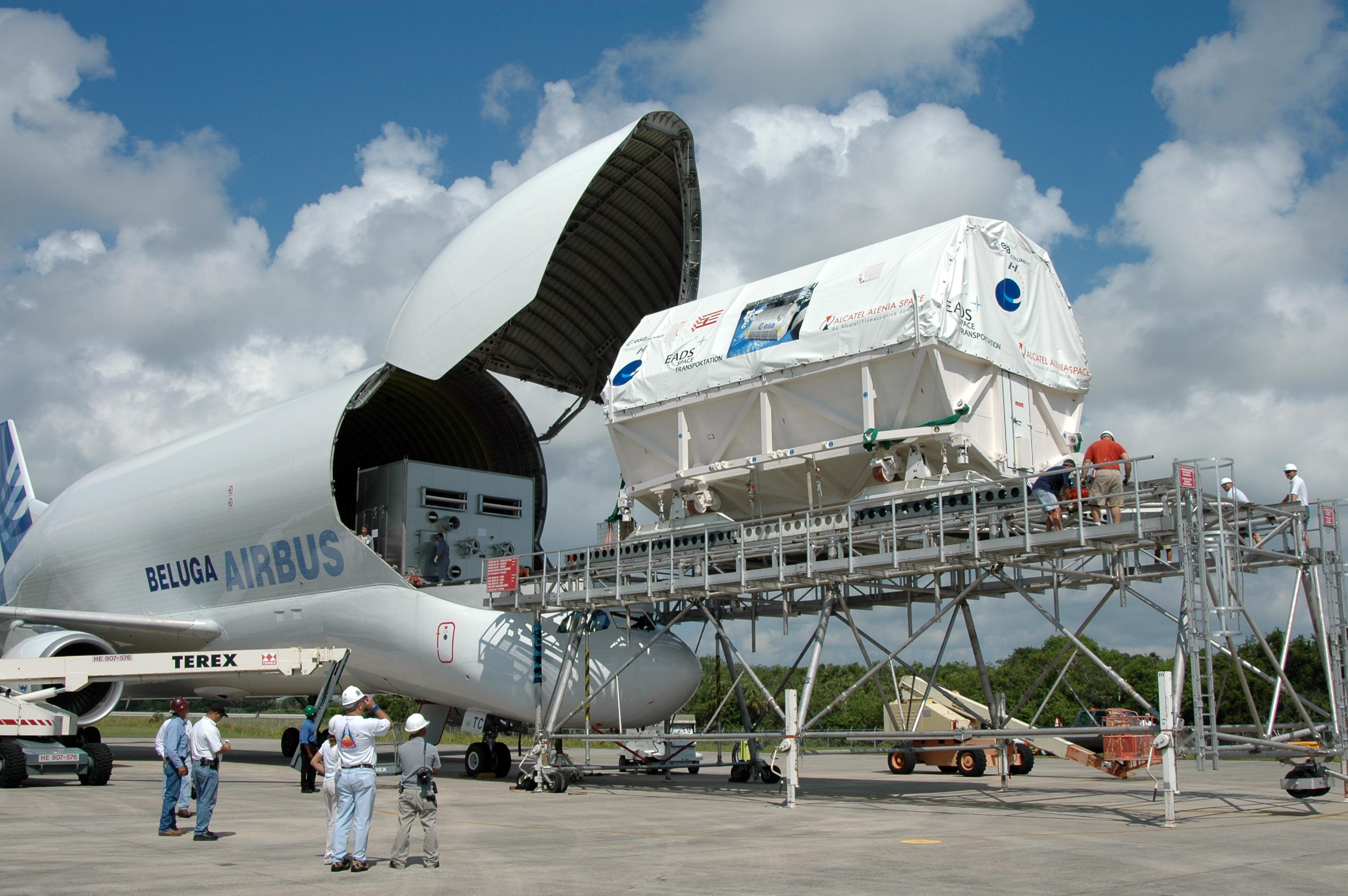
Beluga під час вивантаження в Космічному центрі ім.Кеннеді
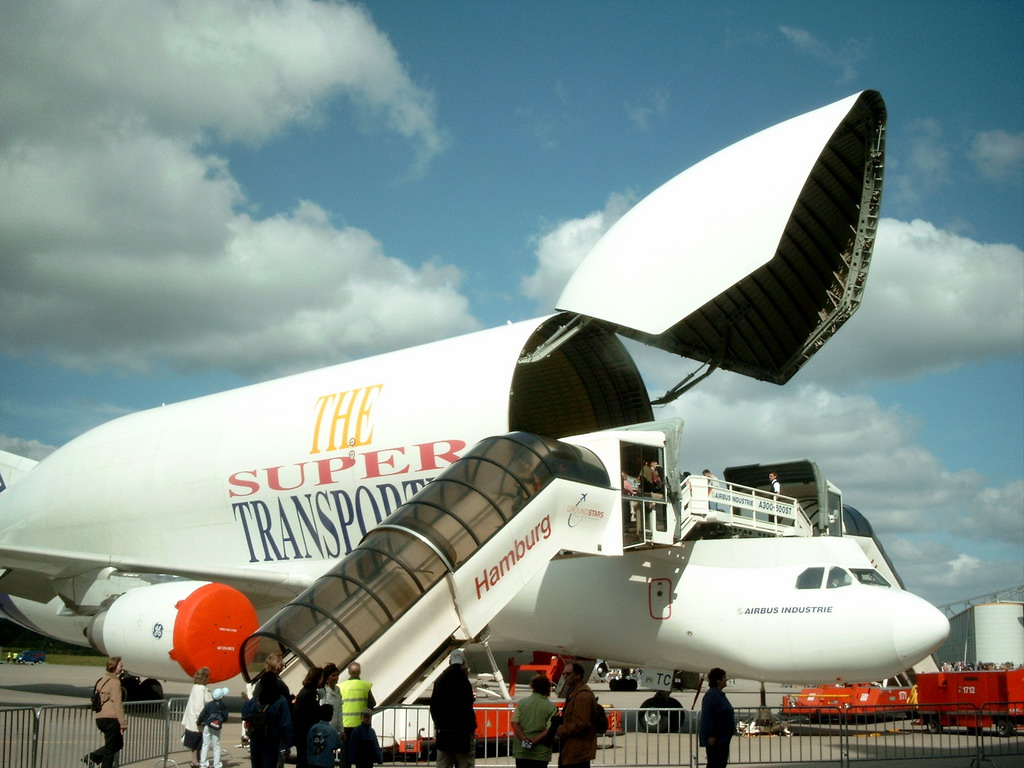
Airbus Beluga на авіашоу в Гамбурзі